# حسن الشحرة
حسن فرحان الفيفي المعروف باسم حسن الشحرة، (ولد في فيفاء 1393هـ) أديب وقاص سعودي. نشرت له صحيفة الجزيرة والمدينة والبلاد وعكاظ ومجلة نادي مكة الأدبي ومجلة نادي جدة الأدبي ومجلة سواح. أعد الدكتور ماهر الرحيلي دراسة عن الحس الاجتماعي في قصصه من خلال كرسي الأدب السعودي المنعقد مؤخرا في جامعة الملك سعود.

## مؤلفات
له عدد من المجموعات القصصية المخطوطة منها:
- حلم مجموعة قصصية من إصدارات نادي المدينة المنورة الأدبي

## مشاركات
شارك في ملتقى حلب/سوريا الثامن والتاسع للقصة القصيرة جدا، وكذلك شارك في الملتقى العربي الأول للقصة القصيرة جدا (الفقيه بن صالح).